# 19788 Ханкер
19788 Ханкер (19788 Hunker) — астероїд головного поясу, відкритий 28 серпня 2000 року.
Тіссеранів параметр щодо Юпітера — 3,363.